# Negasonic Teenage Warhead
Negasonic Teenage Warhead är en seriefigur från Marvel Comics skapad av Grant Morrison och Frank Quitely. Hon introducerades i tidningen New X-Men #115. Hon fick sitt namn efter låten "Negasonic Teenage Warhead" av Monster Magnet. Hennes kraft är att skapa ett kraftfält av eld runt sig själv. Brianna Hildebrand spelar som Negasonic Teenage Warhead i filmen Deadpool.